# 4X4 World Trophy
4X4 World Trophy (conosciuto nel Nord America come Test Drive Off-Road 3) è un videogioco del 1999 pubblicato da Infogrames per PlayStation e Windows. La versione per Game Boy Color fu pubblicata da Xantera il 4 dicembre 1999.

## Modalità di gioco
Nel gioco ci sono 3 modalità: Arcade, Multiplayer (solo per PlayStation) e World Tour.
Nella modalità World Tour è possibile affrontare varie piste per il mondo e c'è la possibilità di vincere coppe e denaro. Il giocatore può comprare, modificare e vendere le vetture. In ogni gara il giocatore deve confrontarsi con 4 avversari. Nel gioco sono presenti 27 vetture e 12 circuiti realmente esistenti. Infogrames aveva annunciato una versione del gioco per Sega Dreamcast ma fu poi cancellata.

## Musiche
- blink-182 - Going Away To College
- Diesel Boy - A Literary Love Song
- Diesel Boy - She Is My Queen
- Diesel Boy - Shining Star
- Eve6 - How Much Longer
- Eve6 - Leech
- Girls Against Boys - Park Avenue
- Girls Against Boys - Psycho Future
- Incubus - New Skin
- Incubus - Vitamin